# 우에노촌 (이바라키현)
우에노촌(上野村)은 이바라키현 마카베군에 일찍이 존재했던 촌이다. 

## 지리
- 현재 지쿠사이시의 남동부, 옛 아키노정의 남부에 위치한다.
- 촌 지역은 고원과 평지가 뒤섞인 골짜기가 많은 지형이다.
- 촌은 오가이강 동쪽 기슭에 위치한다.

## 역사
- 1889년 4월 1일 - 정촌제 시행에 의해 마카베군 우에노촌이 성립하였다.
- 1954년 11월 13일 - 오무라촌, 도바촌, 무라타촌과 합병해, 아케노정이 성립하여, 우에노촌은 소멸하였다.

## 인구
| 1891년 | 2,562 |
| 1920년 | 3,025 |
| 1935년 | 3,287 |
| 1950년 | 4,237 |

- 角川日本地名大辞典編纂委員会『角川日本地名大辞典 8 茨城県』、角川書店、1983年 ISBN 4040010809
- 日本加除出版株式会社編集部『全国市町村名変遷総覧』、日本加除出版、2006年、ISBN 4817813180